# Kathy Freston
Kathy Freston és una autora americana i promotora de l'alimentació basada en plantes. Els seus llibres inclouen The Lean, Veganist, Quantum Wellness, Clean Protein i 72 Reasons to Be Vegan.

## Biografia
Freston es va criar a Doraville i més tard a Dunwoody, un barri a la perifèria d'Atlanta La seva mare, Joan, i el seu pare, Bill, van treballar junts en una impremta de la qual eren propietaris a Dunwoody; té dos germans petits, Kevin i Jon.
Freston va començar estudiar meditació durant el seu temps lliure i va començar a fer les seves pròpies meditacions enregistrades. Va dir, "… vaig començar creant cintes per amics i vaig adonar-me que, "Ei, això és molt útil per la gent". Les persones "acudien a ella perquè els aconsellés," i d'aquesta manera es va fer assessora de meditació, ajudant les persones a trobar relacions o abundància a les seves vides, a quedar embarassades o a lidiar amb una malaltia. Va ajudar Cyrinda Fox, l'ex-dona de Steven Tyler, a troba pau amb la seva diagnosi de càncer i va esdevenir ministra de l'Església prou temps com per presidir el casament de Cyrinda Fox amb el seu nuvi quan estava al seu llit de mort.

## Carrera
El llibre de Freston, The Lean: A Revolutionary (and Simple!) 30-Day Plan for Healthy, Lasting Weight Loss, va ser nomenat un dels "12 millors llibres vegans del 2012" de VegNews.
Ha aparegut a The Oprah Winfrey Show i a Winfrey Network parlant d'una dieta detox.
En gener de 2014, Freston va llançar una petició de Change.org titulada "Ha arribat el moment de tenir una opció saludable i sense carn (si us plau)!", reclamant a McDonald's que estrenés una hamburguesa vegetariana. El novembre de 2020, McDonald's va anunciar que crearien una plataforma vegana anomenada "McPlant" que podria fer que, de cara al 2021, hi hagués una hamburguesa vegana disponible als menús de McDonald's.
Freston va donar suport a California's Prop 2, una votació que, entre altres coses, reclamava que de cara a l'1 gener de 2021, les gallines ponedores criades a Califòrnia, fossin capaces d'aixecar-se, estirar-se, girar-se i estendre del tot les ales.
Del 2011 al 2017, ha publicat articles ocasionalment al HuffPost.
El 2021, Freston va ser coautora del llibre 72 Reasons to Be Vegan amb Gene Stone.

## Premis
Freston va rebre el premi a "Persona de l'Any" per la revista VegNews el 2011.
Freston va ser premiada amb el "Premi a l'activista per una vida sana" del Farm Sanctuary a la gala del 25è aniversari de la comunitat l'any 2011.
Last Chance for Animals (LCA) ha honrat Freston amb el seu premi "Vegà de l'Any" el 2016.

## Vida personal
Freston es va casar amb Tom Freston el 18 d'abril de 1998 a Califòrnia. Va ser madrastra dels seus dos fills, Andrew i Gil. La Kathy i en Tom passaven temps a la seva casa de Nova York i la de Los Angeles. Van viatjar molt, es divertien sovint al seu pis (que va ser propietat d'Andy Warhol) i freqüentment se'ls veia a actes de MTVN i gales culturals.
Freston va ser inclosa a la "Llista internacional de persones més ben vestides" de Vanity Fair del 2009.
Es van divorciar el 2012 però segueixen sent amics. 

## Publicacions seleccionades
- Freston, Kathy. 72 Reasons to Be Vegan: Why Plant-Based. Why Now. (en anglès).  Workman Publishing Company, 2021. ISBN 1523510315.
- Freston, Kathy. Clean Protein: The Revolution That Will Reshape Your Body, Boost Your Energy-And Save Our Planet (en anglès).  Hachette Book Group, 2018, p. 288. ISBN 1602863326.
- Freston, Kathy. The Book of Veganish: The Ultimate Guide to Easing into a Plant-Based, Cruelty-Free, Awesomely Delicious Way to Eat, with 70 Easy Recipes Anyone can Make: A Cookbook (en anglès).  HPam Krauss/Avery, 2016, p. 288. ISBN 0553448021.
- Freston, Kathy. The Lean: A Revolutionary (and Simple!) 30-Day Plan for Healthy, Lasting Weight Loss (en anglès).  Hachette Books, 2012, p. 352. ISBN 1602861986.
- Freston, Kathy. Veganist: Lose Weight, Get Healthy, Change the World (en anglès).  Nova York: Weinstein Books, 2011-02-01. ISBN 978-1-60286-133-6.
- Freston, Kathy. The Quantum Wellness Cleanse: A 21 Day Essential Guide to Healing Your Body, Mind, and Spirit (en anglès).  Weinstein Books, 2009, p. 323. ISBN 1602860912.
- Freston, Kathy. Quantum Wellness: A Practical and Spiritual Guide to Health and Happiness (en anglès).  Weinstein Books, 2008, p. 304. ISBN 1602860181.
- Freston, Kathy. The One: Finding Soul Mate Love and Making It Last (en anglès).  Weinstein Books, 2006, p. 210. ISBN 140135243X.
- Freston, Kathy. Expect a Miracle: 7 Spiritual Steps to Finding the Right Relationship (en anglès).  St. Martin's Griffin, 2004, p. 224. ISBN 0312325843.